# Gerichtsamt Mittweida
Das Gerichtsamt Mittweida war in den Jahren zwischen 1856 und 1874 die unterste Verwaltungseinheit und von 1856 bis 1879 nach der Abschaffung der Patrimonialgesetzgebung im Königreich Sachsen Eingangsgericht. Es hatte seinen Amtssitz in der Stadt Mittweida.

## Geschichte
Nach dem Tod des Königs Friedrich August II. von Sachsen wurde unter dessen Nachfolger König Johann nach dem Vorbild anderer Staaten des Deutschen Bundes die Abschaffung der Patrimonialgesetzgebung verordnet. An die Stelle der bisher im Königreich Sachsen in Stadt und Land vorhandenen Gerichte der untersten Instanz traten die zentral gelegenen Bezirksgerichte und Gerichtsämter in nahezu allen größeren Städten. Die Details der Verwaltungsreform regelten das sächsische Gerichtsverfassungsgesetz vom 11. August 1855 und die Verordnung über die Bildung der Gerichtsbezirke vom 2. September 1856.
Stichtag für das Inkrafttreten der neuen Behördenstruktur im Königreich Sachsen war der 1. Oktober 1856. Das neu gebildete Gerichtsamt Mittweida unterstand dem Bezirksgericht Mittweida. Aufgelöst wurden das am 10. Oktober 1853 eröffnete Königliches Landgericht Mittweida. Dieses Gericht hatte vorher die Jurisdiktion von Teilen der Justizämter Frankenberg mit Sachsenburg, Nossen und Rochlitz, der Stadt Mittweida sowie vielen Patrimonialgerichte übernommen.
Der Sprengel des Gerichtsamts Mittweida umfasste folgende Ortschaften:
| - Mittweida - Altmittweida - Biensdorf - Dreiwerden - Erlau - Erlebach - Falkenhain - Frankenau - Krumbach bei Mittweida - Hermsdorf - Kockisch - Königshain | - Lauenhain - Neudörfchen bei Mittweida - Neusorge - Niederrossau - Niederthalheim - Oberrossau - Oberthalheim - Ottendorf bei Frankenberg - Ringethal - Rößgen - Schönborn | - Seifersbach - Tanneberg - Topfseifersdorf - Weinsdorf mit Liebenhain - Wiederau - Winkeln - Wolfsberg (Vorwerk) - Zschöppichen - Zschoppelshain - Neusorger Forstbezirk - Rossauer Forstbezirk |

Nach der Neustrukturierung der Gerichtsorganisation gemäß dem Gesetz über die Organisation der Behörden für die innere Verwaltung vom 21. April 1873 gingen die Verwaltungsbefugnisse der Gerichtsämter zum 15. Oktober 1874 auf die umgestalteten bzw. neu gebildeten Amtshauptmannschaften über. Seitdem das bisherige königliche Gericht als königliches Gerichtsamt bezeichnet wurde, führte sein Vorstand den Titel Gerichtshauptmann.
Die Verwaltungsaufgaben des Gerichtsamts Mittweida wurden im Zuge der Neustrukturierung der sächsischen Gerichtsorganisation gemäß dem Gesetz über die Organisation der Behörden für die innere Verwaltung vom 21. April 1873 mit Wirkung vom 15. Oktober 1874 in die Amtshauptmannschaft Rochlitz mit Sitz in der Stadt Rochlitz integriert. Das Gerichtsamt war damit nur noch Gericht, die Trennung der Rechtsprechung von der Verwaltung umgesetzt.
Das Gerichtsamt Mittweida wurde 1879 auf Grund des Gesetzes über die Bestimmungen zur Ausführung des Gerichtsverfassungsgesetzes im Deutschen Reich vom 27. Januar 1877 und des Gesetzes über die Zuständigkeit der Gerichte in Sachen der nichtstreitigen Gerichtsbarkeit vom 1. März 1879 durch das neu gegründete Amtsgericht Mittweida abgelöst.

## Schriftliche Überlieferung
Die Archivalien des Gerichtsamts Mittweida werden als Bestand 20100 Gerichtsamt Mittweida heute im Sächsischen Staatsarchiv – Staatsarchiv Leipzig verwaltet.

## Gerichtsgebäude

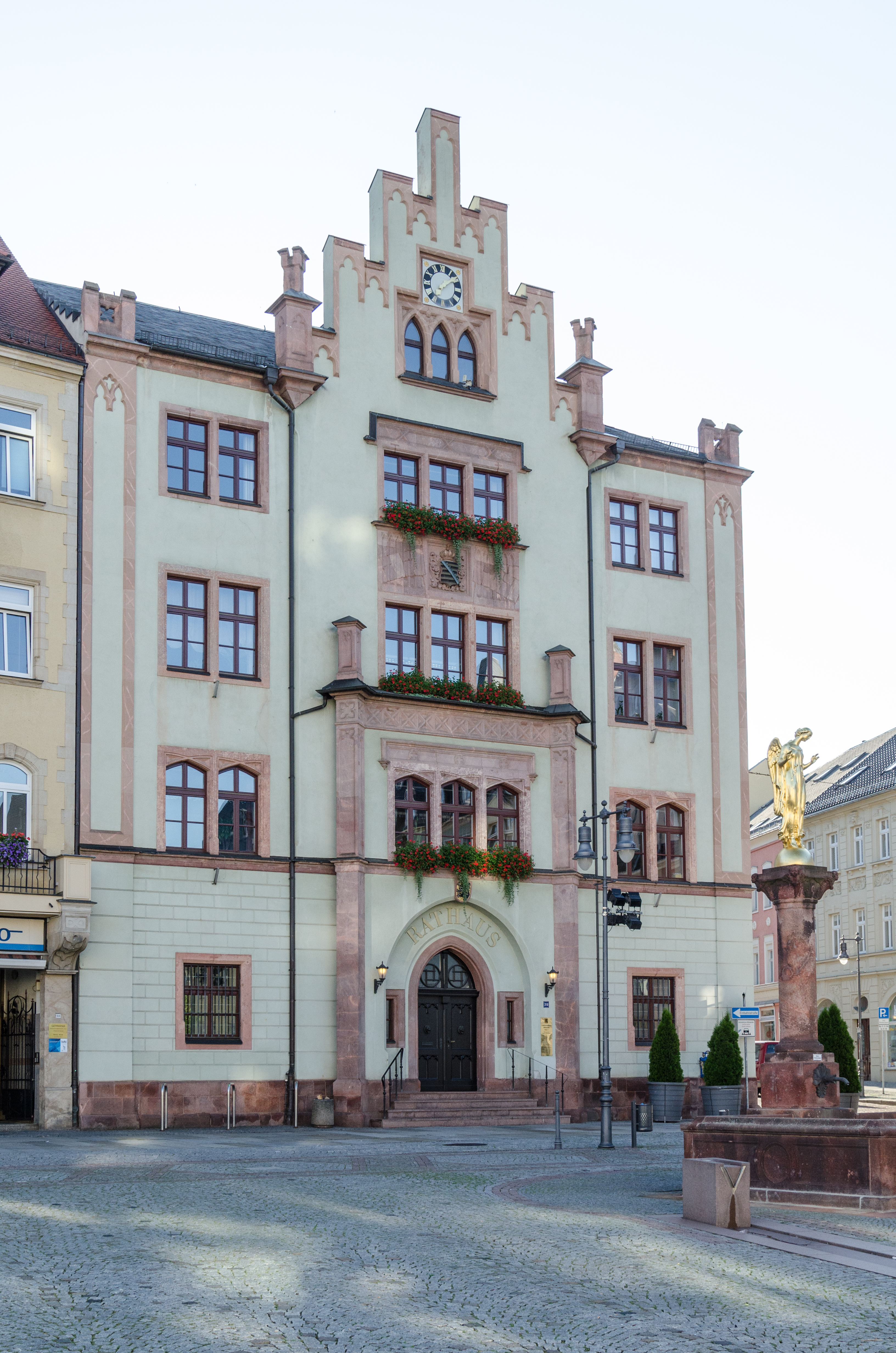
Gerichtsgebäude

Das Gerichtsamt Mittweida nutzte das 1851 erbaute Gebäude des königlichen Landgerichts. Das Gebäude wurde später vom Amtsgericht genutzt und ist heute Rathaus. Es steht als Kulturdenkmal unter Denkmalschutz.

## Richter
Die Leiter des Gerichtsamts trugen den Titel Gerichtsamtmann. Dies waren:
- 1856–1879: Johann Ehregott Clauß (vorher Gerichtsrat beim Kgl. Landgericht Mittweida)

## Weblink
- Eintrag zum Gerichtsamt Mittweida im Digitalen historischen Ortsverzeichnis von Sachsen